# Campeonato Mundial de Atletismo em Pista Coberta de 2024 - Arremesso de peso masculino
A prova do arremesso de peso masculino do Campeonato Mundial de Atletismo em Pista Coberta de 2024 ocorreu no dia 1 de março na Arena Commonwealth, em Glasgow, no Reino Unido.

## Recordes
Antes desta competição, os recordes mundiais e do campeonato nesta prova eram os seguintes:
|                       | Nome          | Nacionalidade  | Distância | Local        | Data                  |
| --------------------- | ------------- | -------------- | --------- | ------------ | --------------------- |
| Recorde mundial       | Ryan Crouser  | Estados Unidos | 22m 82cm  | Fayetteville | 24 de janeiro de 2021 |
| Recorde do campeonato | Darlan Romani | Brasil         | 22m 53cm  | Belgrado     | 19 de março de 2022   |

Os seguintes recordes foram estabelecidos durante esta competição:
| Data       | Evento | Atleta       | Nacionalidade  | Distância | Notas                 |
| ---------- | ------ | ------------ | -------------- | --------- | --------------------- |
| 1 de março | Final  | Ryan Crouser | Estados Unidos | 22m 77cm  | Recorde do campeonato |

## Medalhistas
| Ouro               | Prata           | Bronze                |
| Ryan Crouser (USA) | Tom Walsh (NZL) | Leonardo Fabbri (ITA) |

## Cronograma
Todos os horários são locais (UTC+0).
| Data       | Hora  | Evento |
| ---------- | ----- | ------ |
| 1 de março | 20:19 | Final  |

## Resultado final
A final ocorreu dia 1 de março às 20:19.
| Posição           | Atleta                | Nacionalidade        | #1    | #2    | #3    | #4    | #5    | #6    | Resultados | Notas                 |
| ----------------- | --------------------- | -------------------- | ----- | ----- | ----- | ----- | ----- | ----- | ---------- | --------------------- |
| Medalha de ouro   | Ryan Crouser          | Estados Unidos       | 22.36 | x     | 22.00 | 22.51 | 22.77 | 22.69 | 22.77      | Recorde do campeonato |
| Medalha de prata  | Tom Walsh             | Nova Zelândia        | 22.07 | 21.65 | 21.06 | 22.03 | 21.92 | 21.51 | 22.07      |                       |
| Medalha de bronze | Leonardo Fabbri       | Itália               | 21.96 | x     | 20.58 | 21.82 | x     | x     | 21.96      |                       |
| 4                 | Zane Weir             | Itália               | x     | 20.80 | 21.31 | 21.85 | x     | 21.13 | 21.85      | Recorde da temporada  |
| 5                 | Jacko Gill            | Nova Zelândia        | 20.76 | 21.18 | 20.82 | 21.69 | 21.49 | 21.13 | 21.69      | Recorde da temporada  |
| 6                 | Chukwuebuka Enekwechi | Nigéria              | x     | 21.28 | 21.21 | 21.60 | 21.32 | x     | 21.60      |                       |
| 7                 | Darlan Romani         | Brasil               | x     | 21.11 | 20.67 | 20.04 | 20.83 | x     | 21.11      | Recorde da temporada  |
| 8                 | Filip Mihaljević      | Croácia              | 20.28 | 20.73 | x     | 20.56 | x     | x     | 20.73      |                       |
| 9                 | Mesud Pezer           | Bósnia e Herzegovina | 19.78 | 20.41 | x     |       |       |       | 20.41      |                       |
| 10                | Scott Lincoln         | Grã-Bretanha         | 20.23 | 20.23 | 20.36 |       |       |       | 20.36      |                       |
| 11                | Tomáš Staněk          | Chéquia              | x     | 20.15 | 20.31 |       |       |       | 20.31      |                       |
| 12                | Bob Bertemes          | Luxemburgo           | 19.74 | 20.30 | x     |       |       |       | 20.30      |                       |
| 13                | Roger Steen           | Estados Unidos       | x     | 19.97 | x     |       |       |       | 19.97      |                       |
| 14                | Mostafa Amr Hassan    | Egito                | x     | 19.75 | 19.88 |       |       |       | 19.88      | Recorde da temporada  |
| 15                | Uziel Muñoz           | México               | 19.04 | 19.28 | x     |       |       |       | 19.28      | Recorde da temporada  |
| 99                | Rajindra Campbell     | Jamaica              | x     | x     | x     |       |       |       | NM         |                       |

Legenda
| Recorde mundial       | Recorde mundial (World record)               |                       | Recorde africano                      | Recorde africano (African) |                                           | Q | Classificado por posição (Qualified) |
| Recorde do campeonato | Recorde do campeonato (Championship record)  | Recorde da América    | Recorde da América (Americas)         | q                          | Classificado por melhor tempo (Qualified) |   |                                      |
| Melhor marca do ano   | Melhor marca do ano (World leading)          | Recorde asiático      | Recorde asiático (Asian)              | DNS                        | Não largou (Did not start)                |   |                                      |
| Recorde nacional      | Recorde nacional (National record)           | Recorde europeu       | Recorde europeu (European)            | DNF                        | Não terminou (Did not finish)             |   |                                      |
| Recorde pessoal       | Recorde pessoal do atleta (Personal best)    | Recorde da Oceania    | Recorde da Oceania (Oceania)          | DSQ / DQ                   | Desclassificado (Disqualified)            |   |                                      |
| Recorde da temporada  | Recorde da temporada do atleta (Season best) | Recorde sul-americano | Recorde sul-americano (South America) | NM                         | Sem marca (No mark)                       |   |                                      |